# 艾伯特·加勒廷
亚伯拉罕·阿方斯·艾伯特·加勒廷（英語：Abraham Alfonse Albert Gallatin，1761年1月29日—1849年8月12日），美国人类学家、语言学家、外交家、政治家，美国民主-共和党成员，曾任美国众议员（1793年-1794年）、美国参议员（1795年-1801年）、美国财政部长（1801年-1814年）。
加勒廷是纽约大学的创建人。加勒廷国家森林也以他的名字命名。
| 前任： 塞缪尔·德克斯特 | 美国财政部长 1801年-1814年 | 繼任： 乔治·W·坎贝尔 |